# Luchthaven Pula
Luchthaven Pula (Kroatisch: Zračna luka Pula) (ICAO:  LDPL, IATA:  PUY ) is een luchthaven in het zuiden van het Istrische schiereiland, nabij de Kroatische stad Pula, gelegen op 6 km ten oosten van het stadscentrum. 
Luchthaven Pula kan grote vliegtuigen ontvangen zoals de Boeing 747 en de Ilyushin Il-86. 
Er is één landingsbaan met een lengte van 2950 meter. 
In 2008 bediende de luchthaven 388.951 passagiers.
Dankzij gunstige klimatologische en technische omstandigheden is de luchthaven het aangewezen alternatief voor delen van Slovenië, Italië, en zelfs Oostenrijk.

## Geschiedenis
Voor 1940 bestond er een niet-verharde (gras)piste, die tijdens de oorlog vernietigd werd. 
Eind 1954 werd ten behoeve van het Joegoslavische leger de militaire luchtmachtbasis Pula gebouwd. 
Op 1 mei 1967 werd de luchthaven opengesteld voor civiel gebruik door de opening van een kleine passagiersterminal, en kreeg zij de naam "Zračna luka Ljubljana – Pula" ("luchthaven van Ljubljana te Pula").
In 1990 bereikte de luchthaven zijn hoogste aantal passagiers, met 670 000, om in het volgende decennium (omwille van de oorlog in Kroatië) nog niet eens een tiende van dit record te halen. 
Sinds 1999 gaat het aantal passagiers weer geleidelijk naar boven, en bereikt in 2014 382992 passagiers. De zomermaanden juli en augustus tellen hierin het zwaarst door, met telkens ongeveer 90 000 passagiers per maand.
Behalve voor civiel gebruik is er ook een deel militair gebruik van de luchthaven: de Kroatische luchtmacht (22e jachteskader) doet er (buiten het toeristisch seizoen) trainingsvluchten met MiG-21 gevechtsvliegtuigen.
Eigendom van de luchthaven is in handen van de staat Kroatië (55%), de provincie Istrë (15%) en de rest is verspreid over de 6 grootste steden van Istrië: Poreč (15%), Pula (8%), Labin (3%), Rovinj (2%), Pazin (1%) en Buje (1%).